# Monika Paetow
Monika Paetow (* 14. Oktober 1944 in Schwerin; † 27. April 2018) war eine deutsche Redakteurin.

## Leben
Paetow absolvierte nach ihrem Studium von 1965 bis 1968 ein Volontariat beim Kinder-, Jugend- und Frauenprogramm. Sie war im Anschluss freie Redakteurin beim WDR. 1971 wurde sie als Redakteurin und Produzentin angestellt und 1975 wurde sie stellvertretende Leiterin Kinderfernsehen im WDR. Sie gehörte zu den Erfindern der Die Sendung mit der Maus. 1981 übernahm sie die Leitung des Frauen- und Senioren-Programm und 1990 wurde sie stellvertretende Leiterin der Abteilung Fernsehfilm. 2004 ging sie in den Ruhestand.
Für die vier Folgen von Robbi, Tobbi und das Fliewatüüt schrieb sie auch am Drehbuch.

## Filmographie
- 1972: Robbi, Tobbi und das Fliewatüüt
- 1976: Die Ilse ist weg
- 1977: Das höfliche Alptraumkrokodil
- 1977: Die Vorstadtkrokodile
- 1979: Als die Igel größer wurden
- 1979: Das verbotene Spiel
- 1980: Jan vom anderen Stern
- 1985–1987: Lindenstraße
- 1987: Die Kraft der Frauen steckt in ihrer Phantasie. Hans W. Geißendörfer und seine Filme
- 1989: Bumerang-Bumerang
- 1990: Die Beimers
- 1996: Ärzte: Sportarzt Conny Knipper – Fallobst
- 1997: Noch mal davon gekommen
- 1997: Croupier
- 1999: Mit fünfzig küssen Männer anders
- 1999–2004: Berlin – Ecke Bundesplatz
- 1998–1999: Die Anrheiner
- 2005: Mathilde liebt